# Missões diplomáticas da Mauritânia

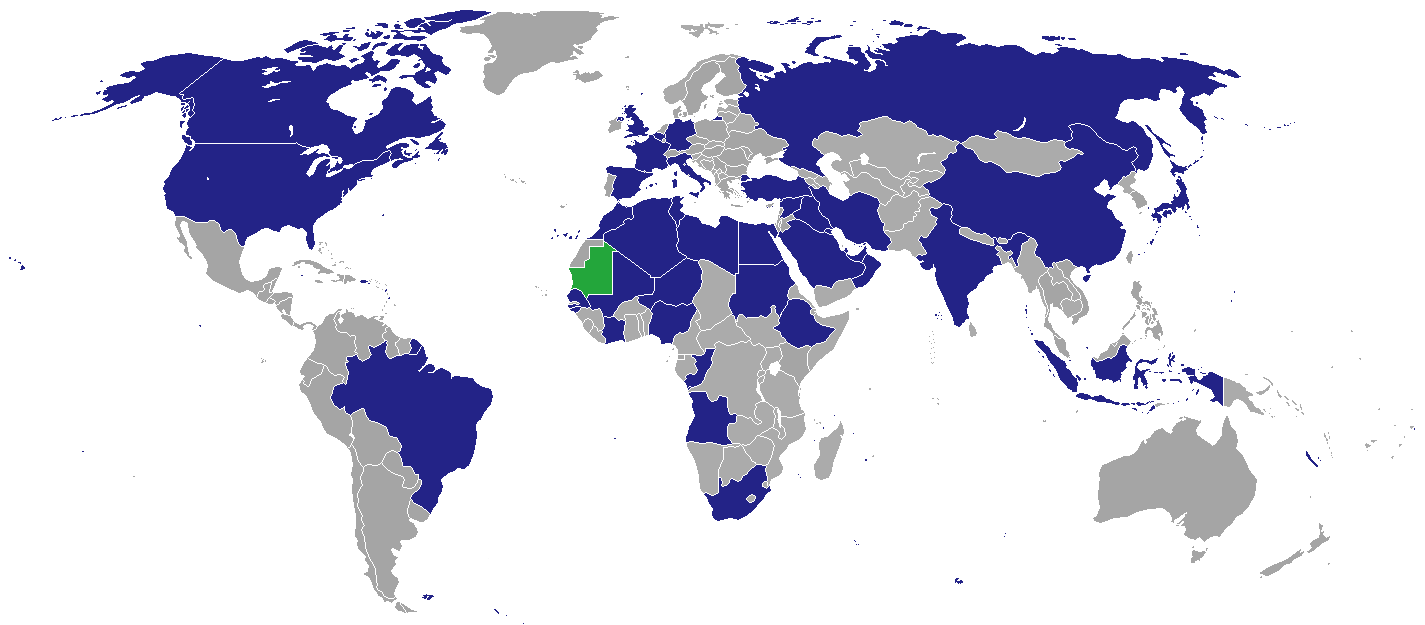
Missões diplomáticas da Mauritânia.

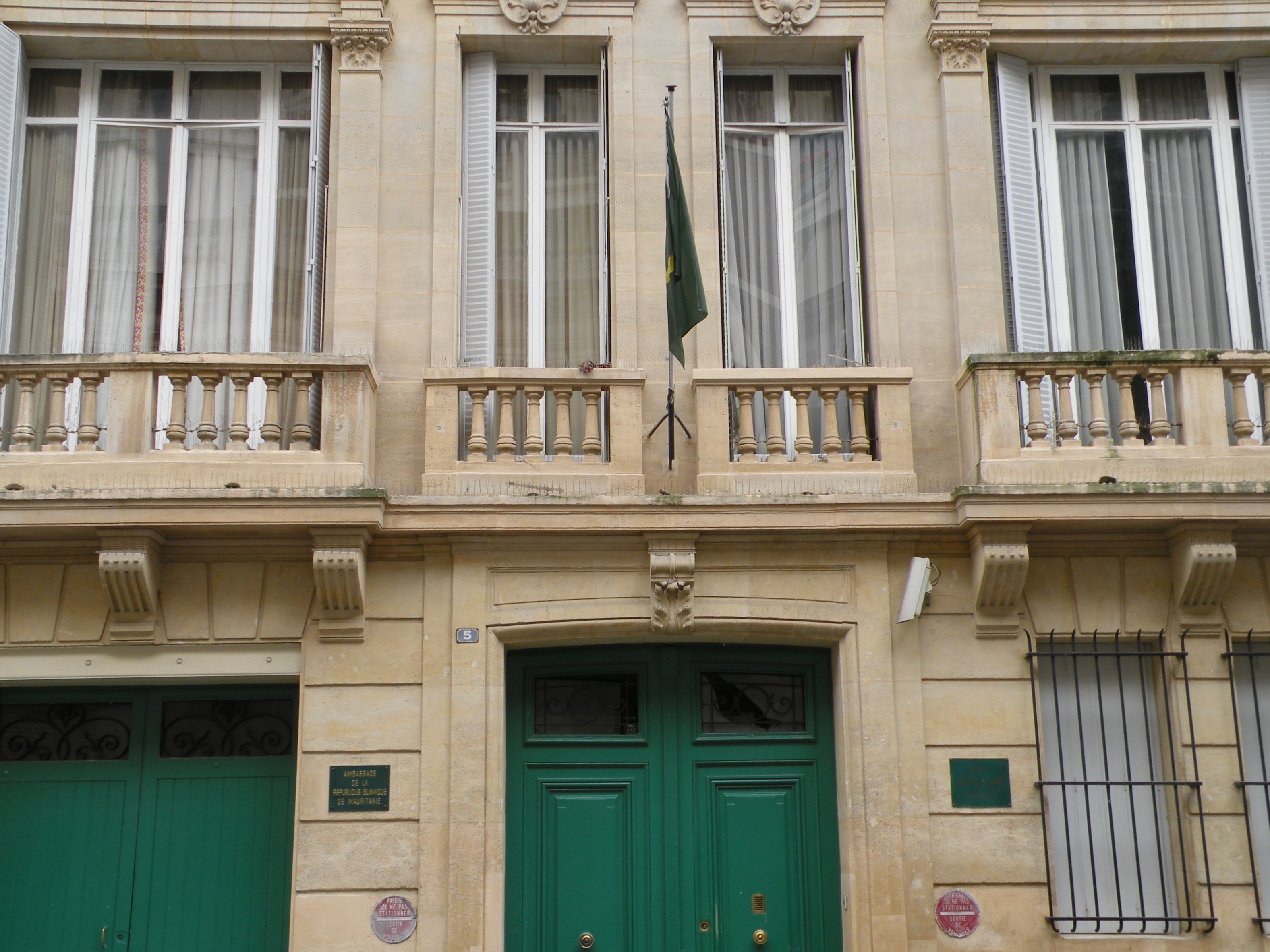
Embnaixada da Mauritânia em Paris, França.

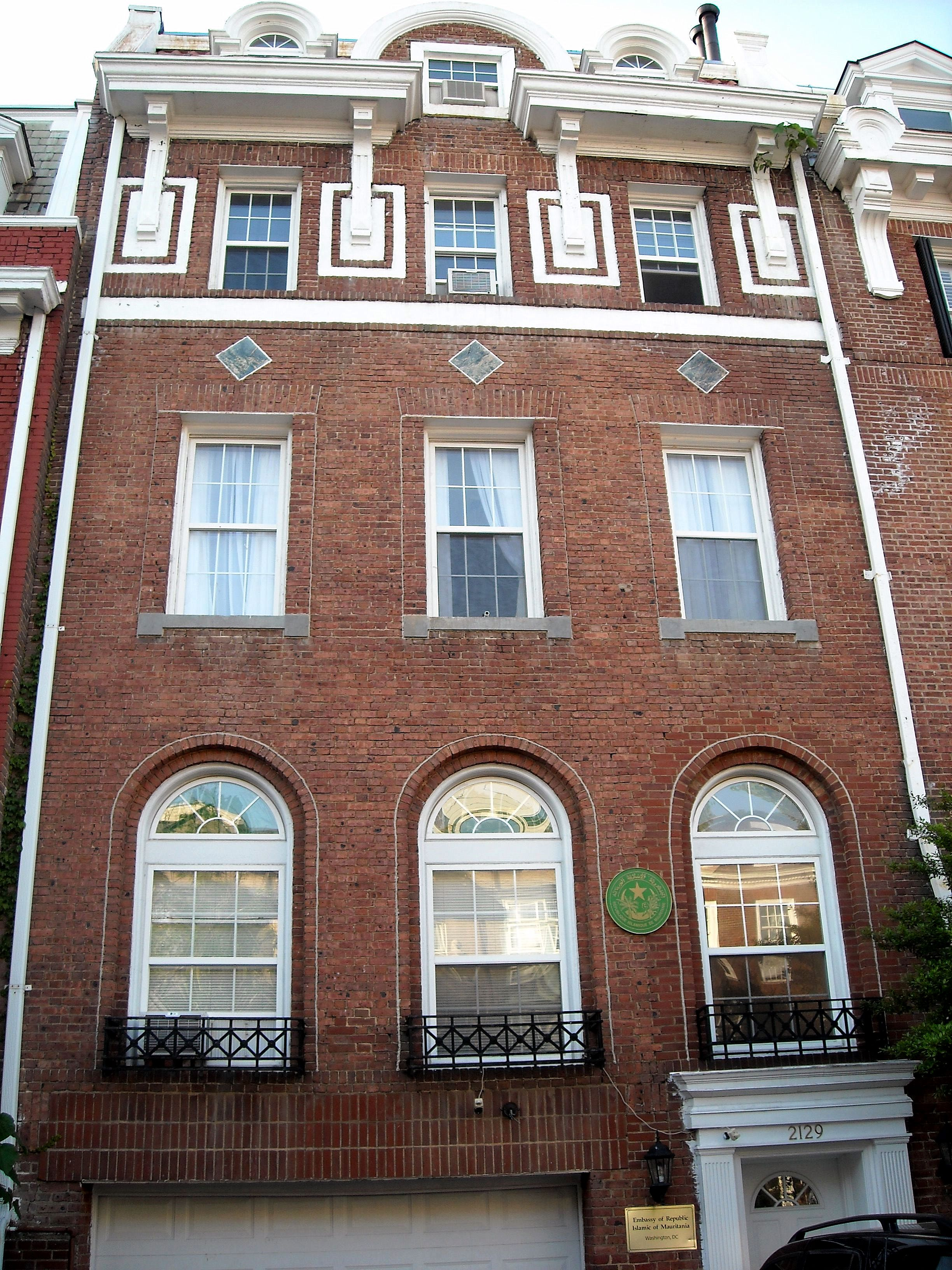
Embnaixada da Mauritânia em Washington DC, EUA.

Abaixo estão listadas as embaixadas e consulados da Mauritânia.

## Europa
- Alemanha
  - Berlim (Embaixada)
- Bélgica
  - Bruxelas (Embaixada)
- Espanha
  - Madrid (Embaixada)
- França
  - Paris (Embaixada)
- Itália
  - Roma (Embaixada)
- Rússia
  - Moscou (Embaixada)
- Suíça 
  - Berna (Embaixada)
- Reino Unido
  - Londres (Embaixada)

## América
- Brasil
  - Brasília (Embaixada)
- Canadá
  - Ottawa (Embaixada)
  - Montreal (Consulado-Geral)
- Estados Unidos
  - Washington DC (Embaixada)

## Ásia
- Arábia Saudita
  - Riad (Embaixada)
- China
  - Pequim (Embaixada)
- Emirados Árabes Unidos
  - Abu Dhabi (Embaixada)
- Jordânia
  - Amã (Embaixada)
- Iêmen
  - Sana (Embaixada)
- Kuwait
  - Cidade do Kuwait (Embaixada)
- Japão
  - Tóquio (Embaixada)
- Catar
  - Doha (Embaixada)
- Síria
  - Damasco (Embaixada)

## África
- África do Sul
  - Pretória (Embaixada)
- Argélia
  - Argel (Embaixada)
- Costa do Marfim
  - Abidjã (Embaixada)
- Egito
  - Cairo (Embaixada)
- Líbia
  - Trípoli (Embaixada)
- Mali
  - Bamako (Embaixada)
- Marrocos
  - Rabat (Embaixada)
- Senegal
  - Dacar (Embaixada)
- Tunísia
  - Túnis (Embaixada)

## Organizações multilaterais
- Bruxelas (Missão permanente da Mauritânia ante a União Europeia)
- Cairo (Missão permanente da Mauritânia ante a Liga Árabe)
- Genebra (Missão permanente da Mauritânia ante as Nações Unidas e outras organizações internacionais)
- Nova Iorque (Missão permanente da Mauritânia ante as Nações Unidas)
- Paris (Missão permanente da Mauritânia ante a UNESCO)